# 手綱核
手綱核（たづなかく、英語: habenula）（ラテン語の habena に由来し、「手綱」を意味する）は、脊椎動物の脳内に存在する小さな両側性の神経構造。情動や認知機能、行動選択などに重要な役割を果たしている。
大きさがエンドウ豆程度であることから微細構造とも呼ばれる。「小さな手綱」という名称は、上視床における細長い形状を表しており、第三脳室の境界に位置し、松果体の前方に存在する。

手綱核は、内側手綱核（medial habenula, MHb）と外側手綱核（lateral habenula, LHb）の2つの領域に分かれており、内側手綱核はさらに5つのサブ核に、外側手綱核は4つのサブ核に細分化される。

## 歴史
手綱核は脊椎動物の進化を通して保存され、3億6千万年以上前に出現した構造。手綱交連は1555年にアンドレアス・ヴェサリウスによって初めて記述され、手綱核自体は1872年にテオドール・ヘルマン・マイネルトによって詳細が明らかにされた。